# Tommy Thompson
Tommy George Thompson, född 19 november 1941 i Elroy, Wisconsin, är en amerikansk republikansk politiker. Han avlade juristexamen vid University of Wisconsin. Han var guvernör i Wisconsin 1987–2001 och USA:s hälsominister 2001–2005. Thompson var republikansk kandidat i presidentvalet 2008, men hoppade av den 12 augusti 2007.
År 2012 kandiderade Thompson i senatsvalet men fick se sig besegrad av demokraten Tammy Baldwin.
Han är gift med Sue Mashak och har tre barn.